# Rhapis gracilis
Rhapis gracilis är en enhjärtbladig växtart som beskrevs av Karl Ewald Maximilian Burret. Rhapis gracilis ingår i släktet Rhapis och familjen Arecaceae. Inga underarter finns listade i Catalogue of Life.